# 東埔蚋溪
東埔蚋溪位於台灣中部，為濁水溪的支流，河長約18.5公里，流域面積約102.3平方公里，分佈於南投縣竹山鎮東北部及鹿谷鄉西南部。水系最遠源流為北勢溪，發源於阿里山山脈標高2,025公尺之嶺頭山東側，向北北西流經溪頭、和雅、內湖、竹林、鹿谷，於崎頭與本流匯集，續流經崎腳、延平（原住民語：東埔蚋），於溪尾寮注入濁水溪。東埔蚋溪本流則發源於標高1,520公尺之樟空崙山東北側，向北北西流經橫路、茅埔，於崎頭與北勢溪匯集。
東埔蚋溪流蜿蜒曲折，坡度甚陡，屬急流河川。北勢溪源流區的溪頭森林遊樂區屬國立臺灣大學所有，園區內有大學池、神木等景點，及稀有的銀杏林，為著名的旅遊渡假勝地。沿縣道151號越過分水嶺至加走寮溪上游則有杉林溪森林遊樂區，亦為一著名風景區。

## 東埔蚋溪水系主要河川
- 東埔蚋溪：南投縣竹山鎮、鹿谷鄉
  - 北勢溪：南投縣鹿谷鄉